# Campionato mondiale per club FIVB 1990
Il Campionato del Mondo per club FIVB 1990 è stata la 2ª edizione del massimo torneo pallavolistico mondiale per club, organizzato come l'edizione precedente dalla FIVB.
Il torneo è iniziato il 1º dicembre 1990 e si è concluso il giorno successivo, il 2 dicembre; tutti gli incontri si sono disputati a Milano. Il titolo è stato vinto dal Volley Gonzaga Milano, squadra italiana padrona di casa.

## Squadre partecipanti
Alla competizione presero parte i campioni continentali provenienti dalle federazioni affiliate alla FIVB. Le squadre partecipanti furono i Campioni d'Europa, i Campioni del Sudamerica, i Campioni d'Asia e i Campioni d'Africa. Per la prima volta il torneo venne ampliato ad 8 squadre (delle quali 4 erano italiane), e le restanti vennero invitate dalla FIVB tramite wild card.

## Classifica finale
| Pos | Squadra        | Nazione          | Confederazione |
| --- | -------------- | ---------------- | -------------- |
| 1   | Gonzaga Milano | Italia           | CEV            |
| 2   | Banespa        | Brasile          | CSV            |
| 3   | Parma          | Italia           | CEV            |
| 4   | Porto Ravenna  | Italia           | CEV            |
| 5   | CSKA Mosca     | Unione Sovietica | CEV            |
| 6   | Panini         | Italia           | CEV            |
| 7   | ASP Mahad      | Algeria          | CAVB           |
| 8   | JT             | Giappone         | AVC            |